# Judah Loew ben Bezalel
Judah Loew ben Bezalel (en hebreu: יהודה ליווא בן בצלאל‎; Poznań, entre 1512 i 1526 – Praga, 17 de setembre de 1609), també conegut com a rabí Loew (també escrit Löw, Loewe, Löwe o Levai), el Maharal de Praga (hebreu: מהר״ל מפראג‎), o simplement el Maharal (l'acrònim hebreu de Moreinu ha-Rav Loew, «El nostre mestre, rabí Loew»), va ser un erudit talmúdic, místic jueu i filòsof que, durant la major part de la seva vida, va servir com a rabí líder a les ciutats de Mikulov a Moràvia i Praga a Bohèmia.
Va ser un dels primers defensors de l'opinió que l'Estat és un compromís antinatural, que s'anirà dissolent quan es compleixin les veritables condicions de la llibertat humana. Dins del món de la Torà i l'erudició talmúdica, Loew és conegut pels seus treballs sobre la filosofia jueva i el misticisme jueu i la seva obra Gur Aryeh al HaTorah, un comentari al comentari de la Torà de Raixí. També és objecte d'una llegenda del segle xix que va crear el Gòlem de Praga, un ésser animat fet d'argila.

## Biografia

### Primers anys de vida

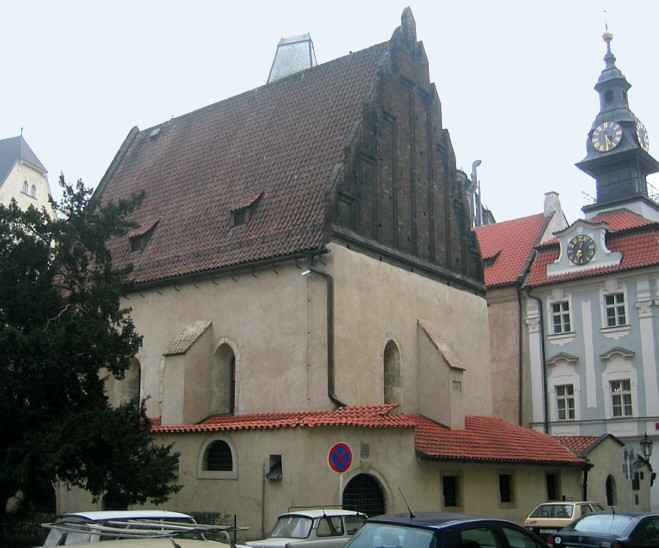
La Sinagoga Vella Nova, Praga on oficiava

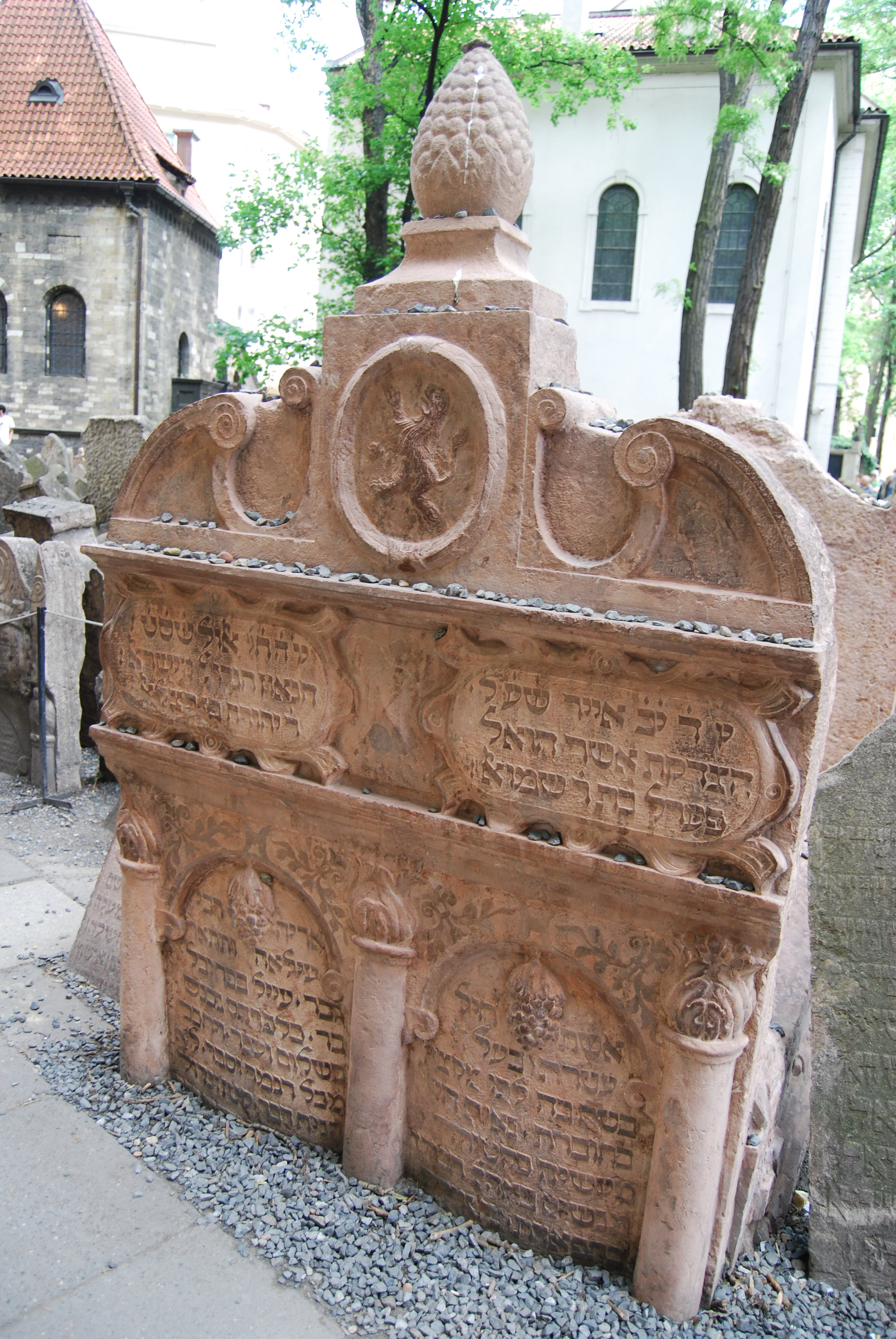
La seva làpida a l'antic cementiri jueu de Praga

Loew va néixer probablement a Poznań, Polònia, —tot i que Perels considera erròniament que va néixer és Wormsal Sacre Imperi Romanogermànic— fill del rabí Bezalel (Loew), la família del qual es va originar a la ciutat renana de Worms. Perels va afirmar que el seu avi Chajim de Worms era net de Judah Leib el Vell i, per tant, un reclamant de la línia davídica, a través de Sherira Gaon. Tanmateix, erudits moderns com Otto Muneles ho han discutit. L'any de naixement de Loew és incert, amb diferents fonts que indiquen 1512, 1520 i 1526. El seu oncle Jakob ben Chajim era Reichsrabbiner («Rabí de l'Imperi») del Sacre Imperi Romanogermànic, i el seu germà gran Jaim de Friedberg era un famós erudit rabínic i rabí de Worms i Friedberg. No hi ha proves documentades que hagi rebut una educació religiosa formal, la qual cosa porta els estudiosos a concloure que era un autodidacte extremadament dotat.

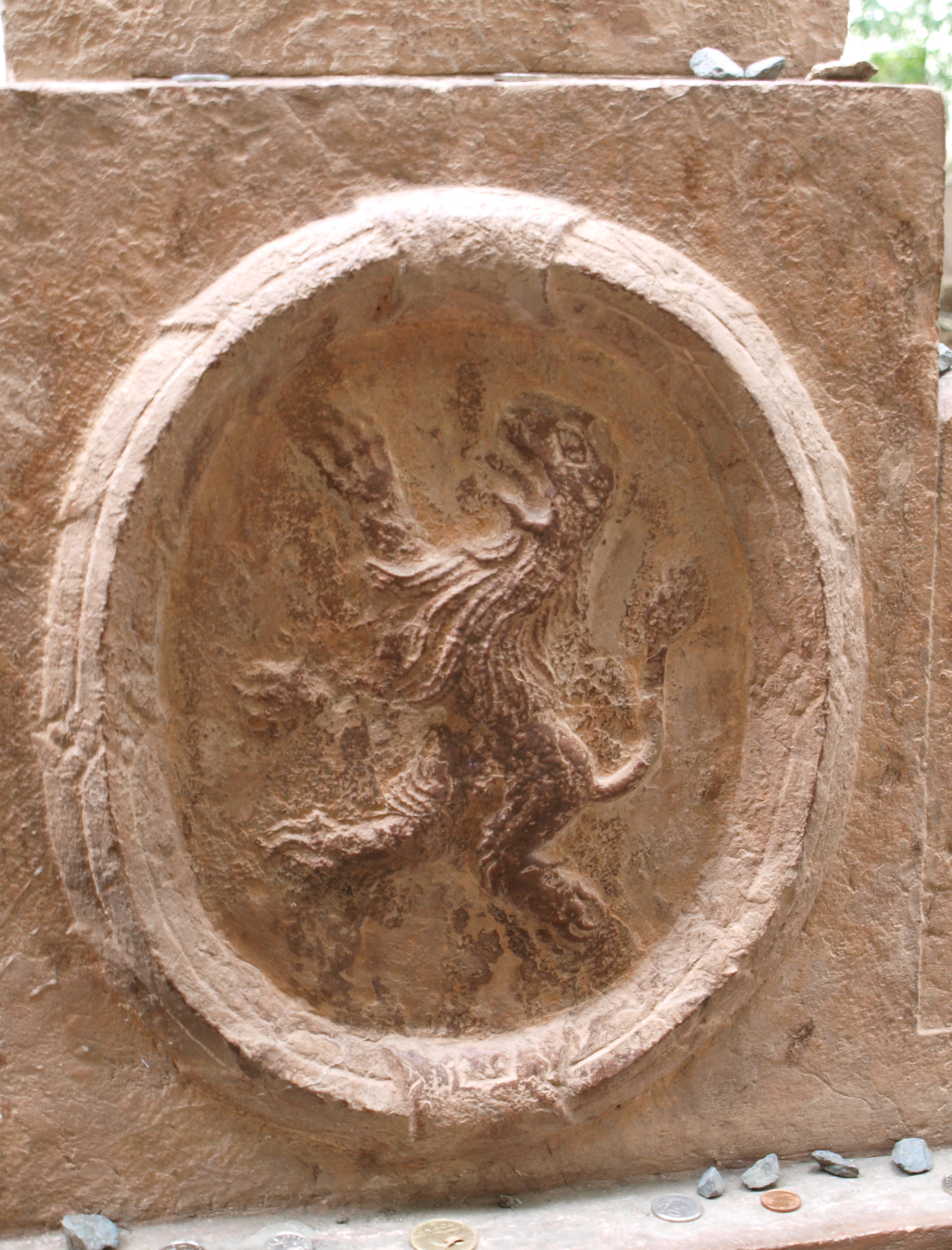
Lleó de Judà a la làpida del Maharal.

### Carrera
Va acceptar una posició rabínica el 1553 com a Landesrabbinier de Moràvia a Mikulov (Nikolsburg), dirigint els afers comunitaris però també determinant quin tractat del Talmud s'havia d'estudiar a les comunitats d'aquesta província. També va revisar els estatuts comunitaris sobre el procés electoral i fiscal. Tot i que abandonà Moràvia el 1588 als 68 anys, les comunitats encara el consideraven una autoritat molt després.
Una de les seves activitats a Moràvia va ser la mobilització contra les calumnies sobre la legitimitat (Nadler) que es van estendre a la comunitat contra determinades famílies i que podrien arruïnar la troballa d'una parella matrimonial (shidduch) per als fills d'aquestes famílies. Aquest fenomen fins i tot va afectar la seva pròpia família. Va utilitzar un dels dos grans sermons anuals (entre Roix ha-Xanà i Iom Kippur 1583) per denunciar el fenomen.
Va tornar a Praga el 1588, on va tornar a acceptar una posició rabínica, substituint Isaac Hayoth que s'havia jubilat. Immediatament va reiterar el seu punt de vista sobre Nadler. El 23 de febrer de 1592, va tenir una audiència amb l'emperador Rodolf II, a la qual va assistir juntament amb el seu germà Sinaí i el seu gendre Isaac Cohen; el príncep Bertier va estar present amb l'emperador. La conversa sembla haver estat relacionada amb la càbala (misticisme jueu, en hebreu: קַבָּלָה) un tema que va tenir molta fascinació per a l'emperador.
El 1592, Loew es va traslladar a Poznań, on havia estat escollit com a rabí en cap de Polònia. A Poznań va compondre Netivoth Olam i part de Derech Jaim (vegeu més avall).
El germà de Loew, Chaim ben Betzalel, va ser autor d'un treball legal Vikuach Mayim Chaim que desafiava les decisions del legalista de Cracòvia, Moshe Isserles.

## El nom
El seu nom «Löw» o «Loew», derivat de l'alemany Löwe, «lleó» (cf. l'ídix Leib del mateix origen), és un nom kinnui o substitut de l'hebreu Judah o Yehuda, ja que aquest nom —originalment de la tribu de Judà, tradicionalment s'associa amb un lleó. Al Llibre del Gènesi, el patriarca Jacob es refereix al seu fill Judà com a Gur Aryeh, un «lleó jove»［Gn 49:9］quan el beneeix. En la tradició de denominació jueva, el nom hebreu i el nom substitutiu sovint es combinen com a parella, com en aquest cas. L'obra clàssica de Loew sobre el comentari de Raxí de la Torà s'anomena Gur Aryeh al HaTorah en hebreu, que significa «Jove Lleó [comentant] sobre la Torà».
La tomba de Loew a Praga està decorada amb un escut heràldic amb un lleó amb dues cues entrellaçades (queue fourchée), al·ludint tant al seu nom com a Bohèmia, els braços del qual tenen un lleó de dues cues.

## Influència

### Deixebles
Es desconeix a quants erudits rabínics talmúdics van ensenyar Loew a Moràvia, però els principals deixebles del període de Praga inclouen els rabins Yom-Tov Lipmann Heller i David Gans. El primer va promoure un programa d'estudi regular de la Mixnà per part de les masses i va compondre Tosefoth Yom Tov (un comentari de Mixnà incorporat a gairebé totes les edicions publicades de la Mixnà durant els últims segles) amb aquest objectiu. David Ganz va morir jove, però va produir l'obra Tzemach David, una obra d'història jueva i general, així com un escrit sobre astronomia; tant Loew com Ganz estaven en contacte amb Tycho Brahe, el famós astrònom.

### Filosofia jueva
Les nombroses obres filosòfiques de Loew s'han convertit en pedres angulars del pensament jueu; i, en paraules d'un escriptor modern, Loew «va impedir la balcanització del pensament jueu».
Loew no va ser un defensor de l'estudi obert de la càbala com a tal, i cap de les seves obres s'hi dedica de cap manera obertament. En canvi, el que intenten fer és fer que les idees de la Càbala (que ell considerava la més profundament certa de tota la Torà) accessibles al lector mitjà educat, presentant-les en una forma rigorosament filosòfica, redactada en termes que són accessibles al públic. Segons R. Loew, només el més gran dels estudiosos de la Torà són capaços de percebre tota la intenció de les obres cabalístiques en la seva complexa totalitat. Per tant, encara que la doctrina cabalística impregna els seus escrits, sempre es presenta de forma racional i filosòfica. Com que la càbala luriànica encara no havia arribat a Europa, les seves principals influències cabalístiques semblen haver estat el Zohar, el Séfer Yetsirà i les tradicions dels Chassidei Ashkenaz.
Davant la interpretació aristotèlica de l'Aggadot talmúdic per part d'Azariah dei Rossi, Loew es va indignar pel que va descriure com la banalització de la profunda saviesa dels savis. A la seva obra Be'er ha-Golah, disputa enèrgicament totes les tesis de Dei Rossi, defensant amb severitat la naturalesa subtilment al·legòrica d'Aggadà i demostrant la seva independència (i superioritat) de les observacions superficials de la ciència natural. Al mateix temps, estava totalment a favor de la investigació científica, sempre que l'investigador no utilitzés les seves observacions com a autorització per contradir l'autoritat final de la revelació divina. La seva tesi constant és que els ensenyaments talmúdics, midràixics i aggadics es refereixen sempre a qüestions molt més enllà de la competència de les ciències naturals.
Les seves obres van inspirar la branca polonesa del hassidisme, així com una onada més recent d'estudiosos de la Toràprovinents de Lituània i Letònia, sobretot el rabí Eliyahu Eliezer Dessler (1892–1953) així com el rabí Abraham Isaac Kook (1864–1935).
Una autoritat més recent que tenia arrels en ambdues tradicions va ser el rabí Isaac Hutner (1906–1980). El rabí Hutner va definir succintament l'ethos dels ensenyaments de Loew com Nistar BeLashon Nigleh, que significa (en hebreu): «L'Oculten el llenguatge del Revelat». És a dir, Loew va expressar idees cabalístiques en llenguatge no cabalístic. Com a marca de la seva devoció als camins de Loew, el rabí Hutner va donar el nom de l'obra clau de Loew, Gur Aryeh, a una branca de la ieixivà que va dirigir quan va establir el seu kollel (una ieixivà per als estudiosos del Talmud de postgrau) que després es va convertir en una divisió de la Yeshiva Rabbi Chaim Berlin a Nova York durant la dècada de 1950, coneguda com Kollel Gur Aryeh. Les dues institucions, i els que s'hi graduen, continuen posant l'accent en els ensenyaments intel·lectuals de Loew. El rabí Hutner també va sostenir que el rabí Samson Raphael Hirsch (1808–1888) també devia estar influït per les idees de Loew basant la seva Cosmovisió aparentment racionalista en els ensenyaments més abstractes i abstrusos de la insondable càbala jueva.

## Vida personal
La seva família estava formada per la seva dona, Pearl, sis filles i un fill, Bezalel, que es va convertir en rabí a Kolín, però va morir a principis de 1600. Tenia una molt bona situació econòmica, probablement com a resultat de les exitoses empreses empresarials del seu pare.

## Mort
Cap al final de la seva vida va tornar a Praga, on va morir el 1609. Loew està enterrat a l'antic cementiri jueu de Praga al Josefov (barri jueu), on encara es pot visitar la seva tomba i la seva làpida intacta.

## Descendents
Entre els seus nombrosos descendents hi havia Yair Chaim Bachrach, rabí de Worms i autor de Chavos Yair, i Schneur Zalman de Liadi, fundador del hassidisme habad. A través d'aquesta línia paterna, Loew és l'ancestre de molts jueus destacats, entre ells Menachem Mendel Schneerson, setè rebe de Lubavitch, i el violinista Yehudi Menuhin. Loew també és un avantpassat (patern) del Rebe Nakhman de Breslov (que també era un besnét matern del Baal Xem Tov, fundador del judaisme hassídic), i un avantpassat del teòric aerodinàmic Theodore von Kármán. Els cognoms dels seus descendents inclouen Braude, Leib, Lev, Lew, Loewy, Loeb, Lowy, Lowi, Low-Beer, Loew, Oppenheimer, Pfaelzer, Schneerson, Lowenstein, Gurary i Keim.

Al llibre de Sherry Turkle, The Second Self, hi ha una nota a peu de pàgina que afirma que diversos investigadors d'IA coneguts van créixer amb la tradició familiar que són descendents de Loew, inclosos Gerald Sussman, Marvin Minsky i Joel Moses. Moses va informar que una sèrie d'altres científics també es consideraven descendents, com John von Neumann i Norbert Wiener.

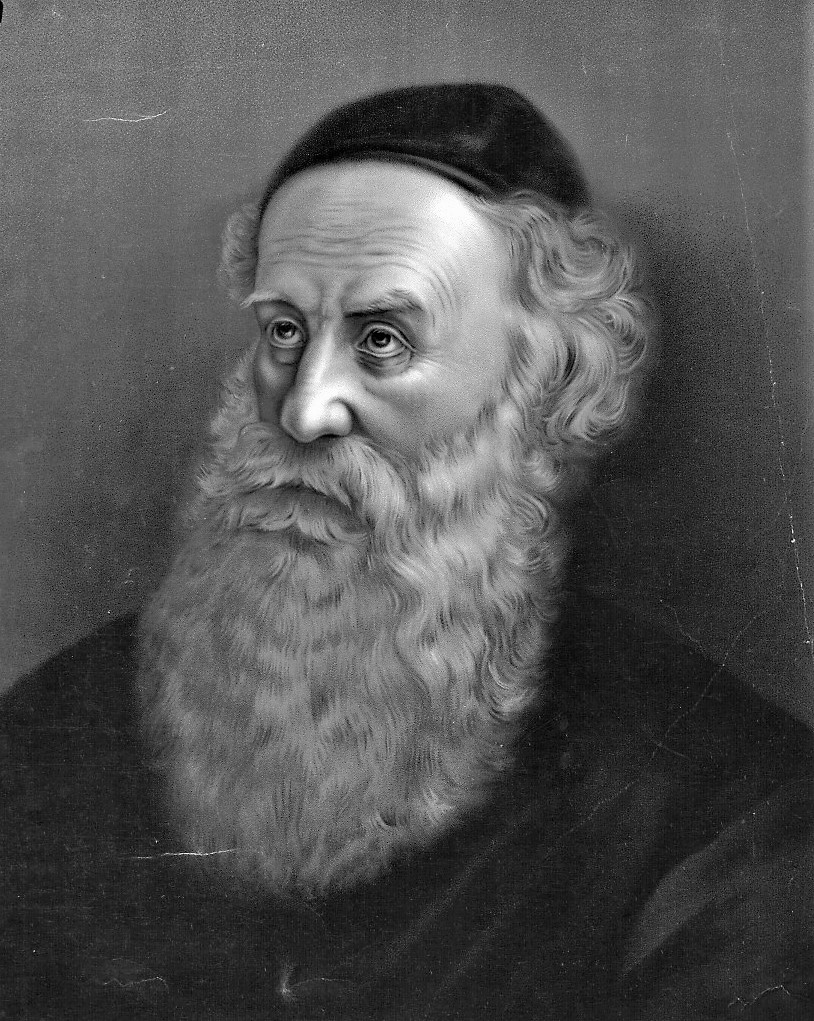
Schneur Zalman de Liadi
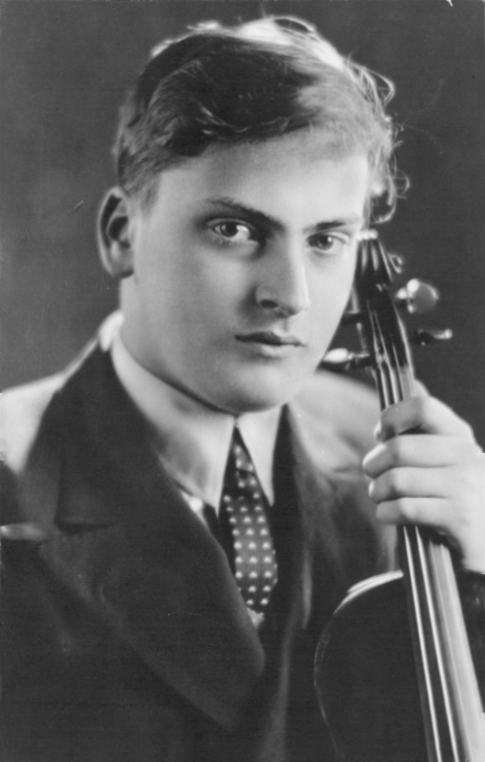
Yehudi Menuhin
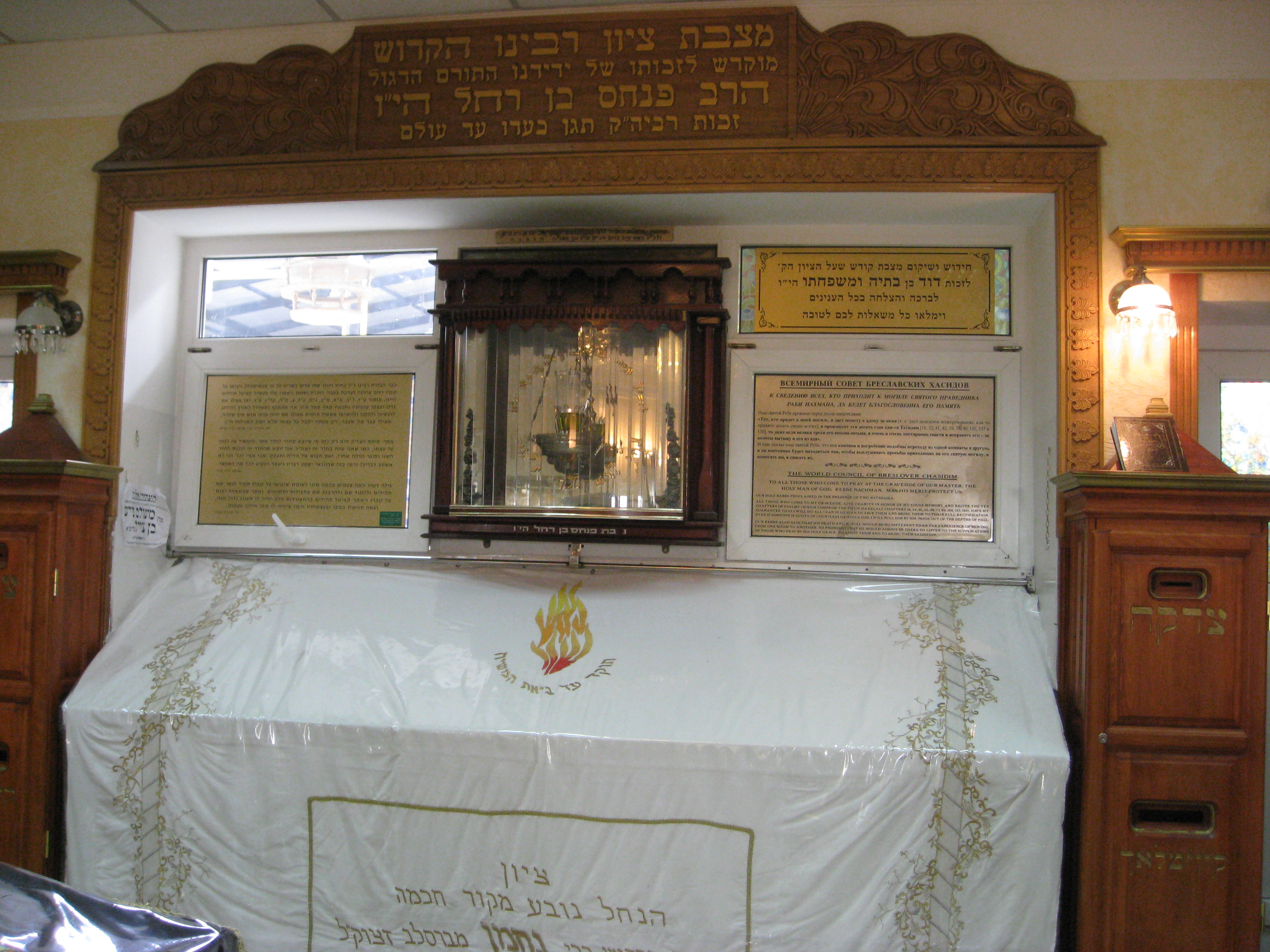
Tomba del rabí Nahman (Uman, Ucraïna)

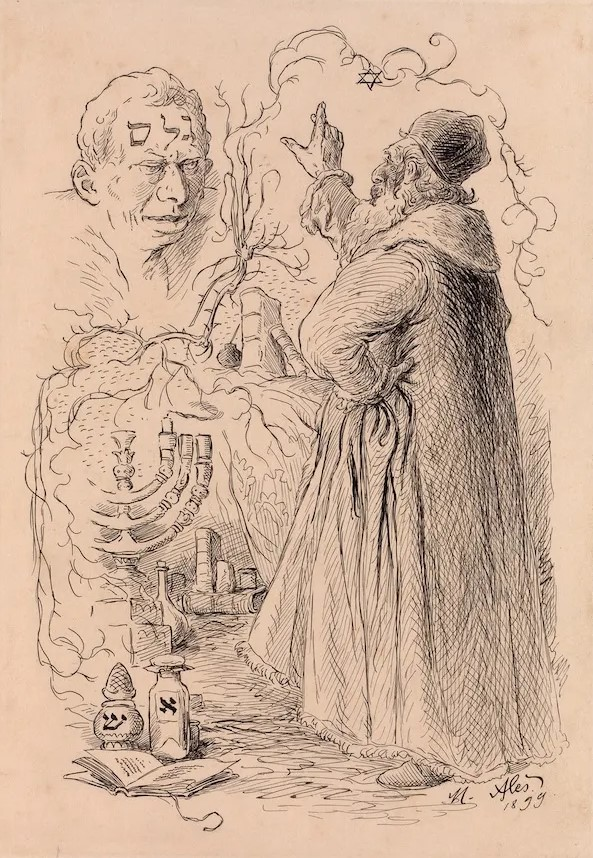
Loew i Golem de Mikoláš Aleš, 1899.

## Llegenda del gòlem
Loew apareix a la llegenda sobre la creació d'un gòlem, una criatura feta d'argila per defensar els jueus del gueto de Praga dels atacs antisemites, en particular el libel de sang. Es diu que va utilitzar poders místics basats en el coneixement esotèric de com Déu va crear Adam. La visió general dels historiadors i crítics és que la llegenda és una invenció literària alemanya de principis del segle xix. La font més antiga coneguda de la història fins ara és el llibre de 1834 Der Jüdische Gil Blas de Friedrich Korn. Des de llavors s'ha repetit i adaptat moltes vegades.

## Obres

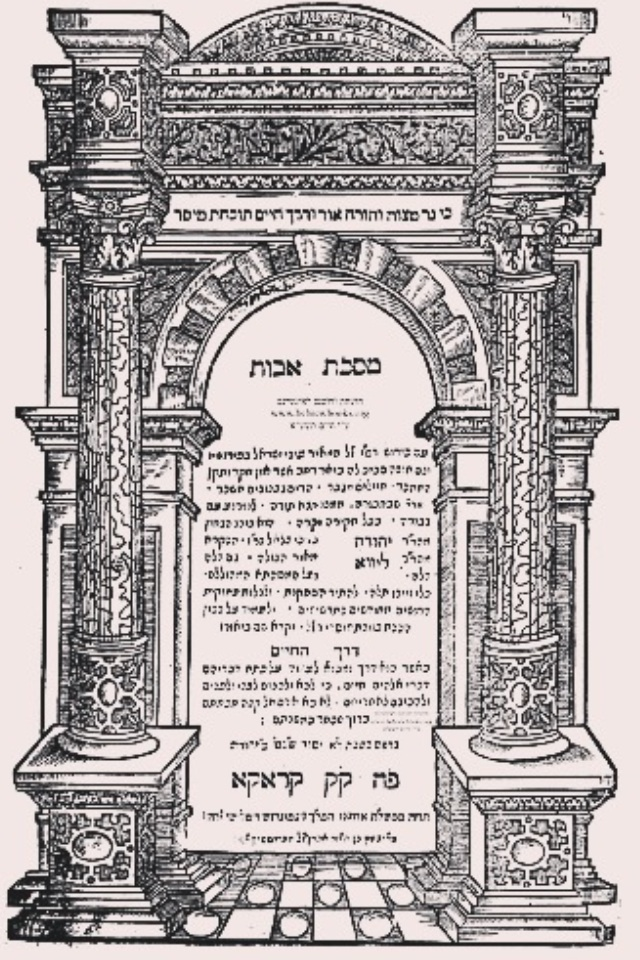
Derech Chaim (edició de Cracòvia)

Va començar a publicar els seus llibres a una edat molt tardana. El 1578, als 66 anys, va publicar el seu primer llibre, Gur Aryeh («Jove lleó», Praga 1578), un comentari en cinc volums per al comentari de Raixí sobre la Torà, que va molt més enllà d'això, i quatre anys més tard va publicar el seu llibre Gevuroth HaShem («Els actes poderosos de Déu», Cracòvia1582) de manera anònima.
- Gur Aryeh («Lleó jove», Praga 1578), un supercomentari al comentari del Pentateuc de Raixí
- Gevuroth Hashem («Els poderosos actes de Déu», Cracòvia 1582), per a la festa de la Pasqua - Sobre l'èxode i els miracles.
- Derech Jaim («Camí de la vida», Cracòvia 1589), un comentari sobre el tractat Avot de la Mixnà
- Derashot («Sermons», Praga 1589 i 1593), edició recopilada per Haim Pardes, Tel-Aviv 1996.
- Netivoth Olam («Camins del món», Praga 1595–1596), una obra d'ètica
- Be'er ha-Golah («El pou de l'exili», Praga 1598), un treball explicatiu sobre l'aggadà talmúdica i midràixica, que respon principalment a les interpretacions de l'erudit italià Azariah dei Rossi (Azariah min ha-Adumim)
- Netzach Yisrael («L'eternitat d'Israel», Praga 1599; Netzach «eternitat», té la mateixa arrel que la paraula per a la victòria), el Tixà be-Av (un dia anual de dol per la destrucció dels temples i l'exili jueu) i l'alliberament final
- Tif'ereth Yisrael («La glòria d'Israel», Venècia 1599), exposició filosòfica sobre la Torà, destinada a la festa de Xavuot
- O Chadash («Una nova llum», Praga 1600), sobre Purim
- Ner Mitzvah («L'espelma del manament», Praga 1600), a Hanukkà
- Chiddushei Aggadot («Novel·la sobre l'Aggadà», les parts narratives del Talmud), descobert al segle xx
- Divrei Negidim («Paraules dels rectors»), un comentari sobre el Séder de Péssah, publicat per un descendent
- Chiddushim al Ha-Shas, un comentari al Talmud, publicat recentment per primera vegada a partir d'un manuscrit de Machon Yerushalayim sobre Bava Metzià; Sàbat, i Eruvin; altres poden arribar.
- Altres obres diverses, com la seva responsa i obres sobre el sàbat jueu i les festes de Sukkot, Roix ha-Xanà i Iom Kippur, no s'han conservat.

Les seves obres sobre les festes porten títols inspirats en el vers bíblic del 1r llibre de les Cròniques: «Són teus, Senyor, la grandesa i el poder, la glòria, l’esplendor i la majestat: és teu tot el que hi ha al cel i a la terra. És teva, Senyor, la reialesa, t’aixeques per damunt dels sobirans.»［1 Cr 29:11］ El llibre de la «grandesa» (gedula) sobre sàbat no es va preservar, a diferència del llibre de «poder» (gevurah) és Gevurath Hashem, el llibre de la glòria (tif'arah) és Tif'ereth Israel, i el llibre d'«eternitat» o «victòria» (netzach) és Netzach Israel.

## Commemoració
L'abril de 1997, la República Txeca i Israel van emetre conjuntament un conjunt de segells, un dels quals mostrava la làpida de Loew. El maig de 2009, el servei de correus txec va emetre un segell commemorant el 400 aniversari de la mort de Loew. El juny de 2009, la Casa de la Moneda Txeca va emetre una moneda commemorativa que marcava la mateixa fita.